# Lied der Jugend
Das Lied der Jugend mit der ersten Zeile „Ihr Jungen, schließt die Reihen gut!“ wurde inoffiziell Dollfußlied genannt und ab 1936 im austrofaschistischen Ständestaat zu Ehren des im Juli 1934 ermordeten Bundeskanzlers und Diktators Engelbert Dollfuß gesungen.
Die Initiative für dieses Lied ging von Kurt Schuschnigg aus. Der Text stammt von Rudolf Henz, die Melodie von dem RAVAG-Komponisten und Dirigenten Alois Dostal (1878–1953).
Das Lied der Jugend wurde im Ständestaat häufig im Anschluss an die 1929 eingeführte Bundeshymne Sei gesegnet ohne Ende gesungen, so wie im nationalsozialistischen Deutschen Reich das Horst-Wessel-Lied auf das Deutschlandlied folgte. (Die deutsche und die österreichische Hymne wurden damals zur gleichen Haydn-Melodie gesungen.)
Das Dollfußlied ist nicht zu verwechseln mit dem 1910 veröffentlichten Lied Dem Morgenrot entgegen, welches ebenfalls als „Lied der Jugend“ bekannt ist.
Kurt Schubert (1923–2007) schrieb in seiner Autobiografie, der Austrofaschismus habe „ganz unter dem Einfluss des italienischen Faschismus“ gestanden und sei gleichzeitig entschieden antinationalsozialistisch gewesen.  Letzteres gehe insbesondere aus der zweiten Strophe hervor. Er wies auch darauf hin, dass die Parteihymne der Faschistischen Partei das Lied Giovinezza (Jugend(zeit)) war.